# Церква Святого Великомученика Юрія Переможця (Шельпаки)
Святого Великомученика Юрія Переможця в Шельпаках — парафія і храм Підволочиського благочиння Тернопільської єпархії Православної церкви України в селі Шельпаках Тернопільського району Тернопільської области. Пам'ятка архітектури місцевого значення.

## Історія церкви
Кам'яна церква збудована 1873 року.
Підпорядковувалася Підволочиському [1832—1842], Збаразькому [1843—1906] та Новосільському [1907—1944] деканатам.
Кількість вірян: 1832 — 464, 1844 — 516, 1854 — 615, 1864 — 699, 1874 — 685, 1884 — 712, 1894 — 784, 1904 — 880, 1914 — 927, 1924 — 877, 1936 — 885.

## Парохи
- о. Іван Кустинович ([1832]—1845+)[2]
- о. Ігнацій Лагодинський (1845—1846, адміністратор)[2]
- о. Самуїл Білинський (1846—1851)[2]
- о. Михайло Куницький (1851—1852, адміністратор)[2]
- о. Степан Качала (1852—1888+, адміністратор)[2]
- о. Володимир Голинатий (1889—1906+, адміністратор)[2]
- о. Олександр Голинатий (1906—1907, адміністратор)[2]
- о. невідомий (1907—[1924])[2]
- о. Олексій Заядківський (-1926+)[2]
- о. Стефан Стець (1926—1927, адміністратор)[2]
- о. Северин Савдак (1927—[1944])[2]
- о. Антін Зарихта (1886—1888, сотрудник)[2]
- о. Сильвестр Вояковський (1888—1889, сотрудник)[2]
- о. Олександр Голинай (1903—1906, сотрудник)[2]
- о. Стефан Стець (1925—1926, сотрудник)[2]
- о. Василь Пойшлий — нині[3].